# ロベール・レモアン
ロベール・レモアン（1918年 -）はフランスのレジスタンスの活動家。チリにうまれ、1936年スペイン内戦に共和国派の国際旅団の一員として参加し、フランシスコ・フランコの軍隊と戦う。
フランスに戻り、ノルマンディーのル・アーブル海軍士官学校に通い、技術士官となるべく勉強する。1940年7月のフランス降伏後、ヴィシー政権に反対したため、フランスの警察に逮捕され、トゥーロンの刑務所に入れられるも、海軍の関係者の手引きで脱走してイギリスに渡った。イギリスでは、ドゴール系の組織であるBCRAの一員としてレジスタンスの教育を受け、再びフランスに潜入した。その後、イギリス軍の要請を受けて、4人の仲間と情報を集めロンドンに送り続けた。
パリが解放される2ヶ月前、1944年6月10日、ゲシュタポに逮捕され、拷問される。パリの南にあるフレーヌ刑務所に収監されてすぐ、ドイツ軍による裁判で他のレジスタンスのメンバーと共に死刑の判決をうけ、レモアンをのぞく全てのメンバーは銃殺された。
1944年8月15日、ドイツのブッヘンワルト収容所に連行され、その後、ドラ収容所に移され、脱獄を図るも失敗する。絞首刑に成るも、生き延び、1945年4月15日、カナダ兵に救出される。